# Yuko Emoto
Yuko Emoto, jap. 恵本 裕子 (ur. 23 grudnia 1972 w Asahikawie) – japońska judoczka.
W Atlancie w 1996 została mistrzynią olimpijską w wadze półśredniej (do 61 kg), pokonując w finale Belgijkę Gellę Vandecaveye. Do jej osiągnięć należą również dwa brązowe medale mistrzostw Azji (Makau 1993 i Nowe Delhi 1995). Ma w swoim dorobku również srebrny medal igrzysk azjatyckich (Hiroszima 1994). W Pusanie w 1997 zdobyła srebrny medal igrzysk Azji Wschodniej. Wywalczyła cztery medale mistrzostw Japonii – dwa złote (1994, 1995), srebrny (1993) oraz brązowy (1996).